# 茨开镇
茨开镇，是中华人民共和国云南省怒江傈僳族自治州贡山独龙族怒族自治县下辖的一个乡镇级行政单位。

## 行政区划
茨开镇下辖以下地区：
茨开社区、丹当社区、满孜村、茨开村、嘎拉博村、丹珠村、双拉娃村和吉速底村。